# Dessa (Sängerin)

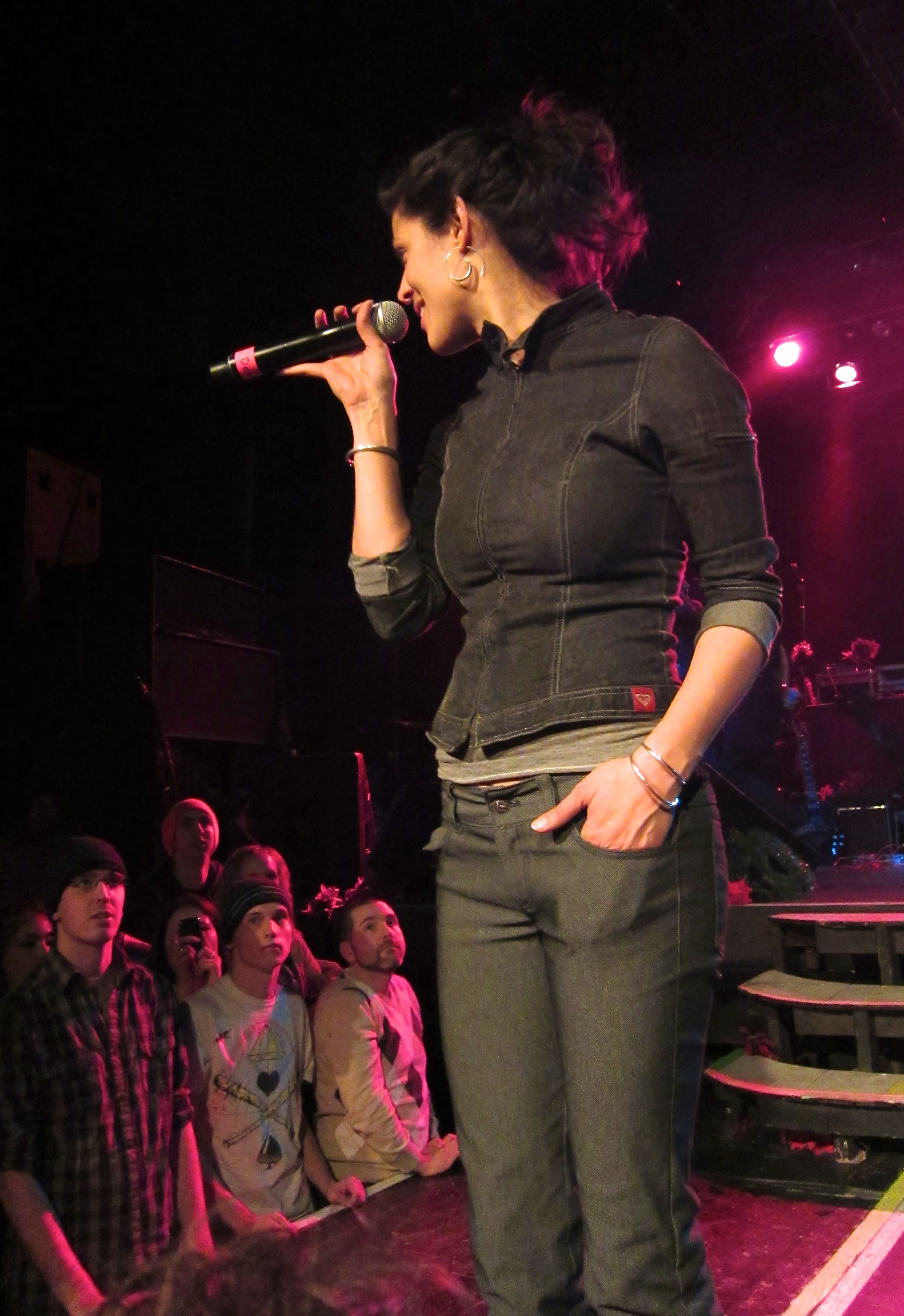
Dessa, Dezember 2010

Margret Wander (* 23. Mai 1981), bekannt unter ihren Künstlernamen Dessa und Dessa Darling, ist eine US-amerikanische Sängerin, Rapperin sowie Lied-, Lyrik- und Prosaautorin. Sie ist Mitglied der Indie-Hip-Hop-Gruppe Doomtree.

## Leben und Werk

### Vor der Musik-Karriere
Margret Wanders Mutter Sylvia Burgos Toftness ist puerto-ricanischen Ursprungs und wuchs in der Bronx auf. 1981, als Margret geboren wurde, war sie in der Werbung tätig. Ihr Vater Robert Wander war zunächst Lautenspieler für Renaissance-Musik, später Rohstoffhändler und schließlich professioneller Gleitschirm-Pilot und -Lehrer. Sie besuchte die High School in Minneapolis und arbeitete danach eine Zeitlang als technische Autorin für eine medizinische Gerätefabrik. Ein Studium der Philosophie an der University of Minnesota schloss sie als Bachelor ab.

### Doomtree
Zu Beginn ihrer Karriere gewann sie einen Poetry-Slam und trat danach ein Jahr lang für das Minnesota Slam Team auf. Später lernte sie die Band Doomtree kennen und wurde eingeladen, ihr beizutreten. Seit 2005 tourt sie mit Doomtree und ist auf deren Alben zu sehen und zu hören, und ebenso auf Soloalben ihrer Band-Kolleginnen und -Kollegen. Sie wurde Geschäftsführerin der Band, gab diesen Posten jedoch 2016 zugunsten ihres Bandkollegen Lazerbeak auf.

### Solistische Aufnahmen
Ihre erste Solo-EP, False Hopes, umfasste fünf Titel und war 15 Minuten lang, wurde jedoch von der Kritik positiv aufgenommen und von der Zeitung Minneapolis Star Tribune als eines der Top-Alben des Jahres benannt. Das erste Solo-Album in voller Länge, A Badly Broken Code, erschien im Januar 2010. Es enthält die Einzeltitel Dixon's Girl und The Chaconne. Es enthält Beiträge von Paper Tiger, MK Larada, Lazerbeak, Cecil Otter und Big Jess. MK Larada entwickelte das Album-Cover. 2011 erschien Castor, The Twin, im Wesentlichen mit neuen Arrangements früherer Produktionen. 2013 erschien Parts of Speech, unter anderem mit den Einzeltiteln Warsaw und Call Off Your Ghost.
Im Februar 2012 erschien Chime. Es wurde von National Public Radio im Juni 2018 als eines der 40 bis zu diesem Zeitpunkt besten Alben des Jahres gelistet. Ihre Zusammenarbeit mit dem Minnesota Orchestra ergab im November 2019 das Album Sound the Bells. Im ersten Halbjahr 2021 produzierte sie unter dem Namen Ides eine Serie von Singles, die jeweils zur Monatsmitte online erschienen.

### Auftritte (Auswahl)

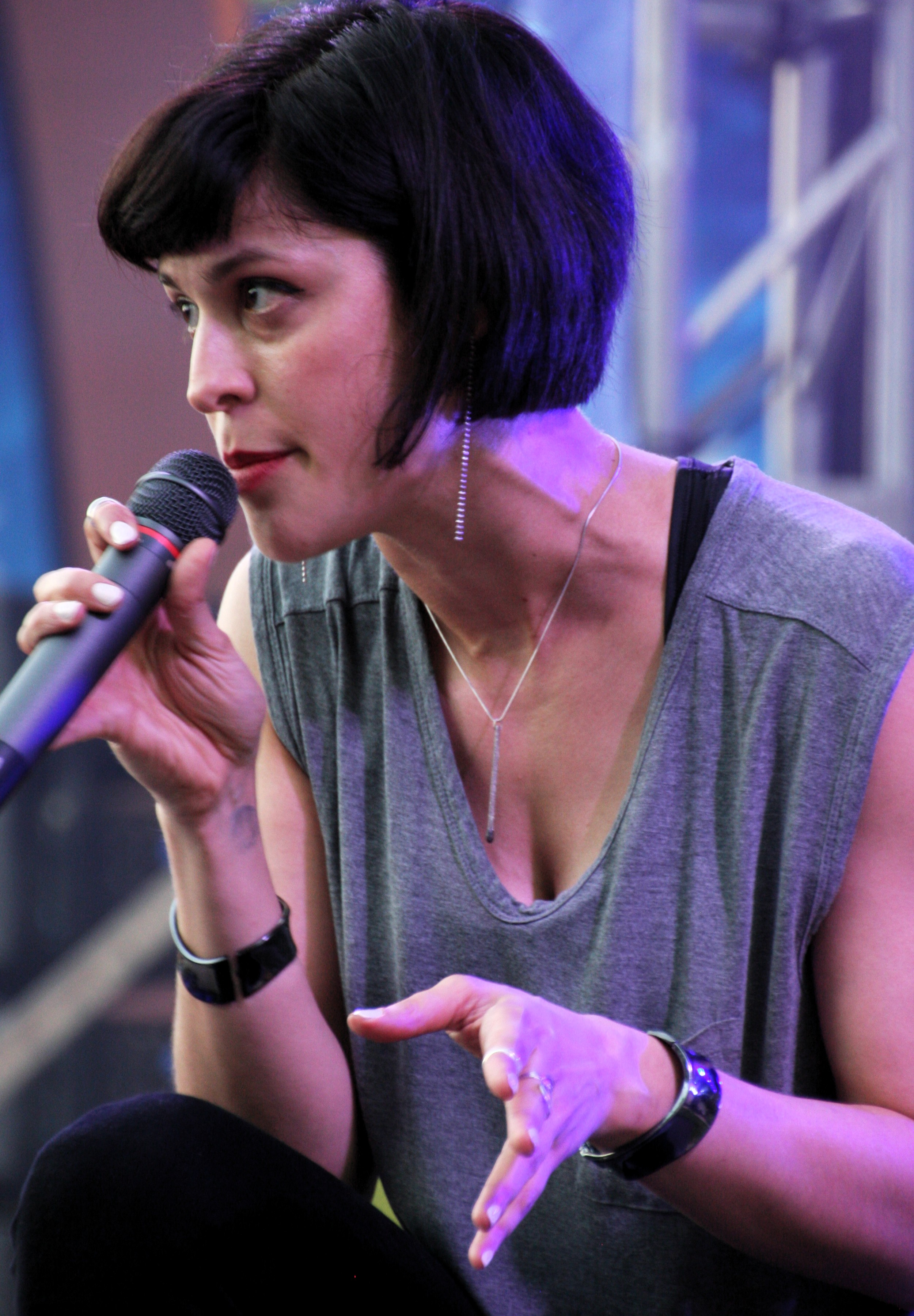
Dessa bei einem Auftritt 2017

Im April 2017 war sie die Hauptdarstellerin einer Aufführung mit dem Minnesota Orchestra, bei der sowohl neue Arrangements ihrer Lieder als auch eine Erzählung in Prosa dargeboten wurden. Im August 2018 ging sie mit dem Orchester auf eine zweiwöchige Tournee nach Südafrika, die sie gemeinsam mit dem Journalisten Euan Kerr im Minnesota Public Radio dokumentierte. Im Oktober 2018 folgten zwei weitere ausverkaufte Vorstellungen dem Minnesota Orchestra unter seiner Dirigentin Sarah Hicks, mit neuen Stücken aus ihrem Album Chime. Die Vorstellungen mit dem Minnesota Orchestra im März 2019 resultierten im oben erwähnten Album Sound the Bells.
Im März 2012 leitete sie die Podiumsdiskussion Ethics and Hip Hop: A Discussion with Dessa am Augsburg College in Minneapolis im Rahmen eines dreitägigen Forums zum Friedensnobelpreis. Von 2012 bis 2014 war sie Moderatorin der Musiksendung The Lowertown Line beim lokalen Fernsehsender Twin Cities Public Television.
2015 hatte sie einen Auftritt beim Plume Project in Saint Paul, einer Kunstaktion, bei der Bilder und Farben auf eine Rauchsäule projiziert wurden. Musik und gesprochene Texte konnten abgerufen werden, indem man eine Telefonnummer wählte. Dessa trug ihr Gedicht Circle Games vor.
Zur Saisoneröffnung im Baseball bei den Minnesota Twins sang sie im April 2018 die Nationalhymne der Vereinigten Staaten. Im Juli desselben Jahres sang sie erneut die Nationalhymne beim WNBA All-Star Game.
Die Senatorin Amy Klobuchar wählte Dessas Lied Bullpen als Auftrittslied bei ihrer Kandidatur in der Präsidentschaftswahl 2020.

### Autorin
2008 veröffentlichte Dessa Spiral Bound, eine 70 Seiten umfassende Sammlung von Geschichten und Lyrik. 2013 veröffentlichte sie bei Rain Taxi eine weitere Gedichtsammlung mit dem Titel A Pound of Steam.
2018 veröffentlichte sie bei Penguin Duttom unter dem Titel My Own Devices: True Stories from the Road on Music, Science, and Senseless Love eine Sammlung von Essays, in denen sie sich mit ihrem Leben als Künstlerin auseinandersetzt.
Sie publiziert auch in Zeitschriften, beispielsweise in Ars Medica und im New York Times Magazine.

### Sonstige Aktivitäten
Dessa ist Gründungsmitglied von The Boy Sopranos, einer mehrheitlich weiblichen a-cappella-Gruppe. Sie unterrichtete am ehemaligen McNally Smith College of Music. 2010 war sie Mitglied der Indie-Band Gayng.
2012 war sie Namensgeberin eines Lippenstifts der Kosmetikfirma The Elixery, der laut Firmenangaben speziell auf ihren Hautton hin entwickelt wurde. Laut Firmenangaben spendete Dessa ihr Honorar der Organisation CARE. 2016 wurde die Eiscremesorte Dessa’s Existential Crunch nach ihr benannt. Auch für den Spirituosenhersteller RockFilter Distillery tritt sie als Werbeträgerin auf.
2016 trug sie mit ihrer Coverversion des Lieds Congratulations zum Hamilton Mixtape bei.
Seit 2019 gab sie sowohl als Autorin und Sprecherin als auch als Musikerin mehrere Beiträge im Podcast Welcome to Night Vale. Sie ist Moderatorin des BBC-Podcasts Deeply Human, der sich mit psychologischen, biologischen und anthropologischen Aspekten unserer menschlichen Existenz beschäftigt.

## Diskografie

### Solo-Studioalben
| Titel               | Erschienen | Label    | Formate             | Top-Chart-Positionen | Top-Chart-Positionen | Top-Chart-Positionen | Top-Chart-Positionen |
| Titel               | Erschienen | Label    | Formate             | US                   | US Heat              | US Hip-Hop           | US Indie             |
| ------------------- | ---------- | -------- | ------------------- | -------------------- | -------------------- | -------------------- | -------------------- |
| A badly broken Code | 2010-01-19 | Doomtree | CD, download        | –                    | 13                   | 48                   | –                    |
| Castor, the Twin    | 2011-10-04 | Doomtree | CD, download        | –                    | 8                    | 26                   | 36                   |
| Parts of Speech     | 2013-06-25 | Doomtree | CD, download, vinyl | 74                   | –                    | –                    | 19                   |
| Chime               | 2018-02-23 | Doomtree | CD, download, vinyl | 139                  | –                    | –                    | 3                    |

### EPs
- False Hopes (2005)
- Parts of Speech, Re-Edited (2014)
- I Already Like You (2021)
- Ides (2021)

### Live-Album
- Sound the Bells: Recorded Live at Orchestra Hall mit dem Minnesota Orchestra (2019)

### Singles
- Matches to Paper Dolls ('Castor, the Twin' Mix) (2013)
- Warsaw (2013)
- Call Off Your Ghost (2013)
- Quinine (2016)
- Good Grief (2017)
- Fire Drills (2017)
- 5 Out of 6 (2018)
- Grade School Games (2019)
- Good For You (2019)
- Tyranny (2020)
- Rome (2021)
- Who's Yellen Now? (2021)
- Bombs Away (2021)
- Life on Land (2021)
- Terry Gross (2021)
- Talking Business (2021)
- I Already Like You (2021)

### Gastauftritte und Produktionen mit Doomtree
Darüber hinaus ist Dessa auf einer Vielzahl von Aufnahmen ihrer Band Doomtree sowie als Gast mit anderen zu hören.

## Bibliografie
- Spiral Bound. Doomtree, 2009, ISBN 978-0-578-00434-1.
- Sleeping with Nikki. Selbstverlag, 2011.[40]
- A Pound of Steam. Rain Taxi, 2013.[25]
- My Own Devices: True Stories from The Road on Music, Science, and Senseless Love. Dutton, 2018, ISBN 978-1-5247-4229-4.